# Misleydis González
Misleydis González Tamayo, kubanska atletinja, * 19. junij 1978, Bayamo, Kuba.
Nastopila je na poletnih olimpijskih igrah v letih 2004, 2008 in 2012, leta 2008 je osvojila naslov olimpijske podprvakinje v suvanju krogle, leta 2004 pa sedmo mesto. Na panameriških igrah je osvojila zlati medalji v letih 2007 in 2011.